# Alcis zelotina
Alcis zelotina är en fjärilsart som beskrevs av Eugen Wehrli 1943. Alcis zelotina ingår i släktet Alcis och familjen mätare. Inga underarter finns listade i Catalogue of Life.